# مارکو گاییچ
مارکو گاییچ (سیریلیک صربی: Марко Гајић؛ زادهٔ ۱۰ مارس ۱۹۹۲) بازیکن فوتبال اهل صربستان است.
از باشگاه‌هایی که در آن بازی کرده‌است می‌توان به باشگاه فوتبال بئوگراد اشاره کرد.
وی همچنین در تیم ملی فوتبال صربستان بازی کرده‌است.